# Будиночок Суворова (Аксай)
Будиночок Суворова (рос. Домик Суворова)  — двоповерхова будівля, що розташована у місті Аксай Ростовської області. Є музеєм і пам'яткою місцевого значення через перебування в ньому російського воєначальника О. В. Суворова взимку 1783—1784 років.

## Історія
Житло заможного місцевого козака Рудухина, яке збереглося з початку 17 століття і яке можна вважати найстарішою будівлею міста Аксай, стало місцем зимового перебування російського військовика Олександра Суворова у 1783—1784 роках.
У 1948 році Аксайскій військово-історичний музей був відкритий шкільний музей. У становленні музею брали участі відомий дитячий поет С. Я. Маршак і письменник А. Н. Скрипів.
У 1979 році в цій будівлі відкрита нова експозиція шкільного музею. В даний час музею належать 7 будівель — пам'яток історії та культури XVII—XX ст., пов'язаних з перебуванням в Аксае багатьох видних діячів Росії.
В даний час має поштову адресу: м. Аксай, вул. Гулаева, 110, з юридичною адресою ДБЗК РВ «Аксайський військово-історичний музей», в ньому розташовується адміністрація музею.